# Grammostola monticola
Grammostola monticola là một loài nhện trong họ Theraphosidae.
Loài này thuộc chi Grammostola. Grammostola monticola được Embrik Strand miêu tả năm 1907.